# Criminal Mind (serie televisiva)
Criminal Mind (크리미널 마인드?, Keurimineol MaindeuLR, lett. "Mente criminale") è una serie televisiva sudcoreana trasmessa su tvN dal 26 luglio al 28 settembre 2017. È un remake dell'omonima serie televisiva statunitense creato da Jeff Davis.

## Trama
Un gruppo di profiler altamente qualificati nella squadra fittizia della National Criminal Investigation (NCI) rintraccia i criminali per risolvere i casi. Il leader della squadra Kang Ki-hyung torna al lavoro dopo una lunga pausa un anno dopo che un errore cruciale si traduce in una bomba che fa esplodere in un ospedale, uccidendo diversi ufficiali SWAT e lasciando la sua fiducia gravemente scossa. Viene immediatamente coinvolto in un caso di omicidio seriale che richiede alla squadra dell'NCI di collaborare con l'Unità per i crimini violenti dell'agenzia di polizia locale. Incontrano l'irascibile poliziotto Kim Hyun-joon, che sembra nutrire un amaro rancore nei confronti di Ki-hyung.